# Campbeltown
Campbeltown (en gaélique écossais : Ceann Loch Chille Chiarain) est une ville et ancien burgh royal d'Écosse située dans le council area d'Argyll and Bute, sur la côte est du Mull of Kintyre.
Originellement connue sous le nom de Kinlochkilkerran (Ceann Loch Cill Chiaran), la ville a été renommée au XVIIe siècle, en l'honneur d'Archibald Campbell, 9e comte d'Argyll, qui avait érigé le bourg en baronnie en 1667.

Elle a été un important centre de construction navale, un port de pêche florissant et un lieu de production de scotch whisky majeur.

## Whisky
Campbeltown a été un des principaux centres de production de whisky d'Écosse. La ville est au cœur de l’appellation « whisky de Campbeltown ». La ville et sa région ont compté jusqu’à 34 distilleries au début du XXe siècle. Elle s’était même autoproclamée « La capitale mondiale du whisky ». L’économie du whisky dans la région a connu une grande dégringolade dans les années 1930 où quasiment toutes les distilleries ont fermé leurs portes les unes après les autres à la suite de l’action combinée de la prohibition et de la Grande Dépression américaine, ainsi que d’une stratégie qui s’est avérée suicidaire en privilégiant les quantités de whisky produites, plutôt que sa qualité.
De nos jours il ne reste plus que trois distilleries en activité : Springbank, qui de loin l’emporte en notoriété, Glengyle et Glen Scotia.

## Personnalités
- Le footballeur Neil McBain y est né en 1895.
- Paul McCartney y possède une ferme qu'il habite avec sa famille.[réf. souhaitée]

## Divers
Deux navires de la Royal Navy ont porté le nom de HMS Campbeltown en l'honneur de cette ville.